# Youness Lachhab
Youness Lachhab Didi (Murcia, 23 de abril de 1999) es un futbolista español de origen marroquí que juega como centrocampista en la Agrupación Deportiva Ceuta Fútbol Club de la Primera Federación.

## Trayectoria deportiva
Nacido en Murcia y criado en el El Carmen, es hijo de padres marroquíes, formado en las categorías inferiores del Real Murcia CF, hasta que en la temporada 2017-18 llegaría a debutar con el Real Murcia Imperial Club de Fútbol de la Tercera División de España. 
En enero de 2018, abandonaría las bases del Real Murcia CF para incorporarse al juvenil de la UD Almería.
En la temporada 2018-19, forma parte de la plantilla de la UD Almería B de la Segunda División B de España, con el que disputa 23 partidos (13 como titular), pese al descenso de categoría.
El 18 de junio de 2020, regresa al Real Murcia CF de la Segunda División B de España, con el que disputa 21 partidos.
El 26 de agosto de 2021, firma por el Recreativo Granada de la Segunda RFEF.
En la temporada 2022-23, disputa 35 partidos en los que anota un gol, logrando el ascenso a Primera RFEF.
El 14 de julio de 2023, firma por el CD Eldense de la Segunda División de España.
El 17 de enero de 2025, firma por la Agrupación Deportiva Ceuta Fútbol Club de la Primera Federación.

### Selección nacional
En agosto de 2019, sería convocado por la Selección de fútbol sub-23 de Marruecos.

## Clubes
| Club                                   | País   | Año       |
| -------------------------------------- | ------ | --------- |
| Real Murcia Imperial Club de Fútbol    | España | 2017-2018 |
| UD Almería B                           | España | 2018-2020 |
| Real Murcia CF                         | España | 2020-2021 |
| Recreativo Granada                     | España | 2021-2023 |
| CD Eldense                             | España | 2023-2025 |
| Agrupación Deportiva Ceuta Fútbol Club | España | 2025-Act. |